# Núi lửa ngầm

Lược đồ của một vụ phun trào ngầm.
1. Mây hơi nước
2. Nước
3. nham tầng
4. dòng chảy dung nham
5. Ống mắc ma
6. Lò mắc ma
7. Dike
8. Dung nham gối

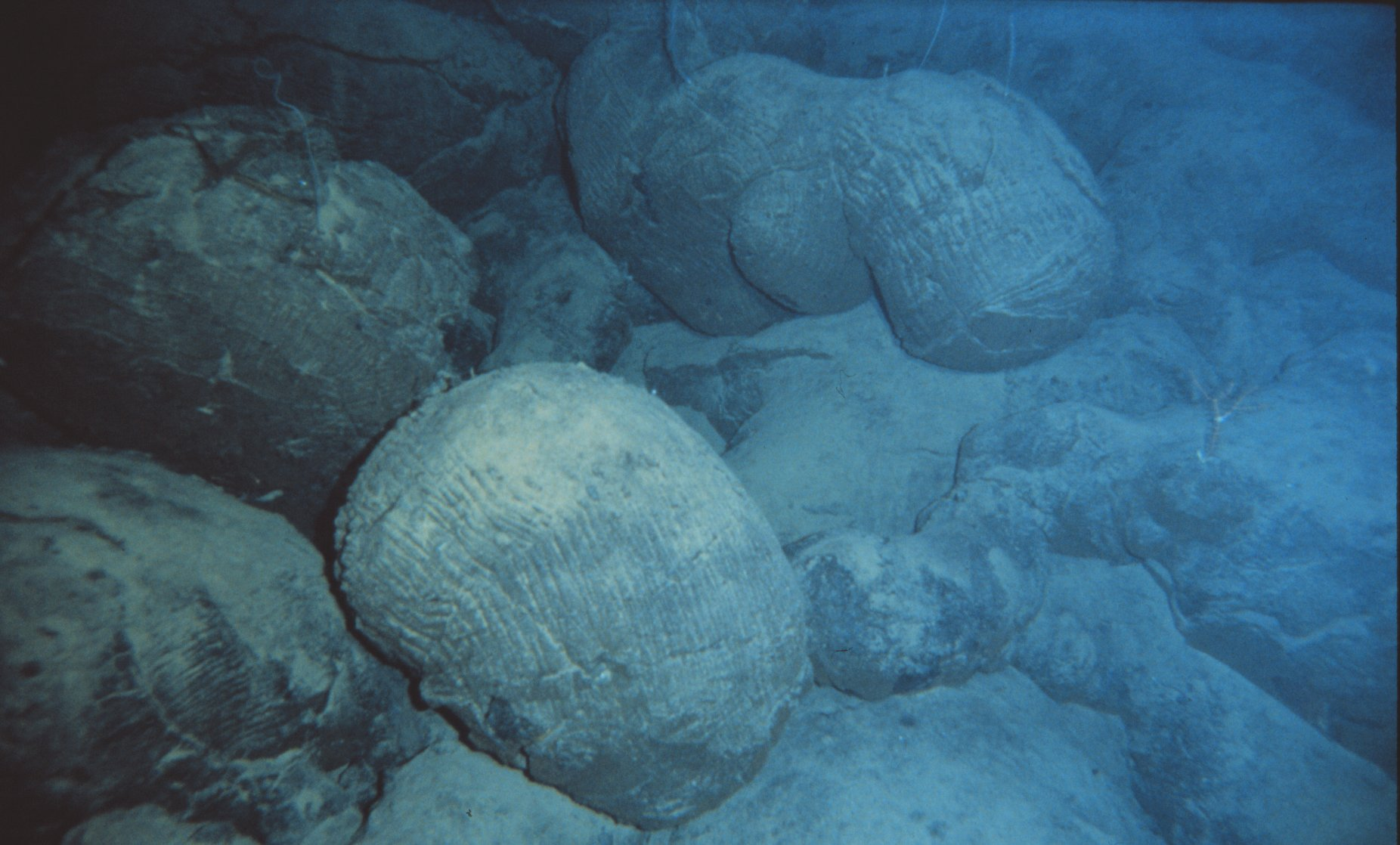
Dung nham gối hình thành bởi một núi lửa ngầm

Núi lửa ngầm là các lỗ thông hoặc khe nứt ngầm dưới nước trên bề mặt Trái Đất mà từ đó mắc ma có thể phun trào lên. Một lượng lớn núi lửa ngầm có vị trí gần các khu vực mảng kiến tạo di chuyển, được biết đến với cái tên sống núi giữa đại dương. Các núi lửa ngầm ở sống núi giữa đại dương ước tính đóng góp 75% lượng mắc ma phun trào trên Trái Đất. Mặc dù hầu hết các núi lửa ngầm ở sâu dưới biển và đại dương, một số cũng tồn tại ở vùng nước nông, và những núi này cũng có thể phun vật chất vào khí quyển trong một cuộc phun trào. Tổng số núi lửa ngầm được ước tính là khoảng hơn 1 triệu, trong đó khoảng 75.000 mọc cao hơn 1 km so với đáy đại dương.
Miệng phun thủy nhiệt, nơi diễn ra các hoạt động sinh học phong phú, thường được tìm thấy gần các núi lửa ngầm.

## Ảnh hưởng của nước lên núi lửa
Sự hiện hữu của nước có thể thay đổi một cách to lớn các đặc tính của một vụ phun trào núi lửa và sự nổ của núi lửa ngầm so với núi lửa trên mặt đất.
Ví dụ, nước khiến mắc ma nguội và rắn lại nhanh hơn nhiều so với phun trào trên mặt đất, thường biến nó thành thủy tinh núi lửa. Hình dạng và cấu trúc của dung nham hình thành bởi núi lửa ngầm cũng khác với dung nham phun trào trên mặt đất. Khi tiếp xúc với nước, một lớp vỏ rắn hình thành xung quanh dung nham. Các lớp dung nham tiếp theo lại chảy vào lớp vỏ này, tạo thành thứ gọi là dung nham gối.